# شپش مکنده
شپش مکنده (نام علمی: Anoplura) نام یک زیرراسته از راسته شپش است. این گروه شامل پانزده تیره و بیش ار پانصد گونه شپش است ازجمله شپش بدن و شپش عانه.
شپش های خونخوار انسان به 2 خانواده تعلق دارند:
_pediculidae (pediculus humanus, p.capitis)
_ (phthiridae(phthirus pubis